# مدرسة طاليثا قومي

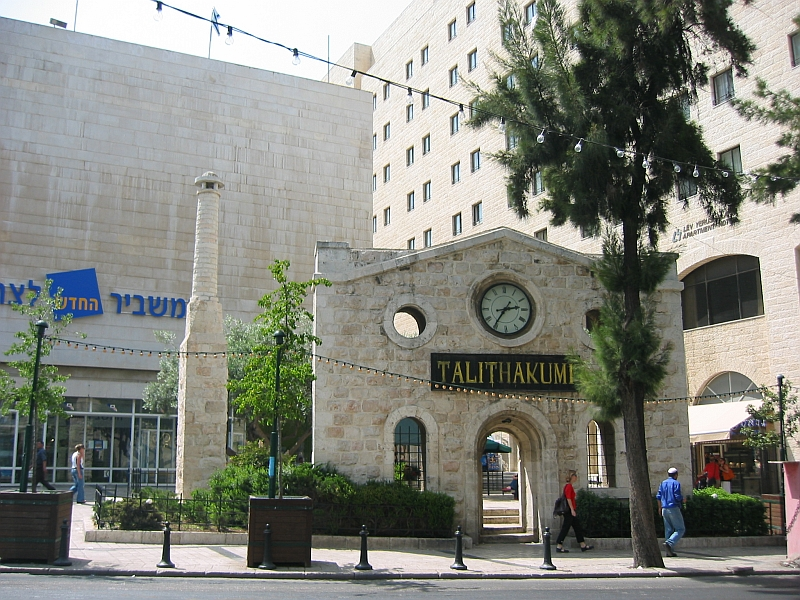
بقايا آثار الحرم السابق في القدس

مدرسة طاليثا قومي الإنجلية اللوثرية (بالإنجليزية: Talitha Kumi School) والمعروفة أيضًا باسم (بالألمانية: Evgl. Luth.-Sekundar-Schule) هي مدرسة ألمانية دولية في مدينة بيت جالا جنوب الضفة الغربية. تقع المدرسة قرب مدينة بيت لحم، وعلى بعد حوالي 10 كيلومترات من مدينة القدس، تقدم المدرسة خدماتها من مستوى رياض الأطفال مرورًا بالمدرسة الابتدائية وحتى مستوى المدرسة الثانوية. يمكن للطلاب الحصول على شهادة الثانوية العامة و/أو شهادة البكالوريا الألمانية الدولية (بالألمانية: Deutsche Internationale Abiturprüfung). تدار المدرسة بواسطة الكنيسة الإنجيلية اللوثرية في الأردن والأراضي المقدسة. اعتبارًا من عام 2015، كان رولف ليندمان هو مدير المدرسة.
كلية مجتمع طاليثا قومي هي كلية مجتمعية لما بعد الثانوية لإدارة الفنادق وتديرها طاليثا قومي أيضًا.

## التسمية

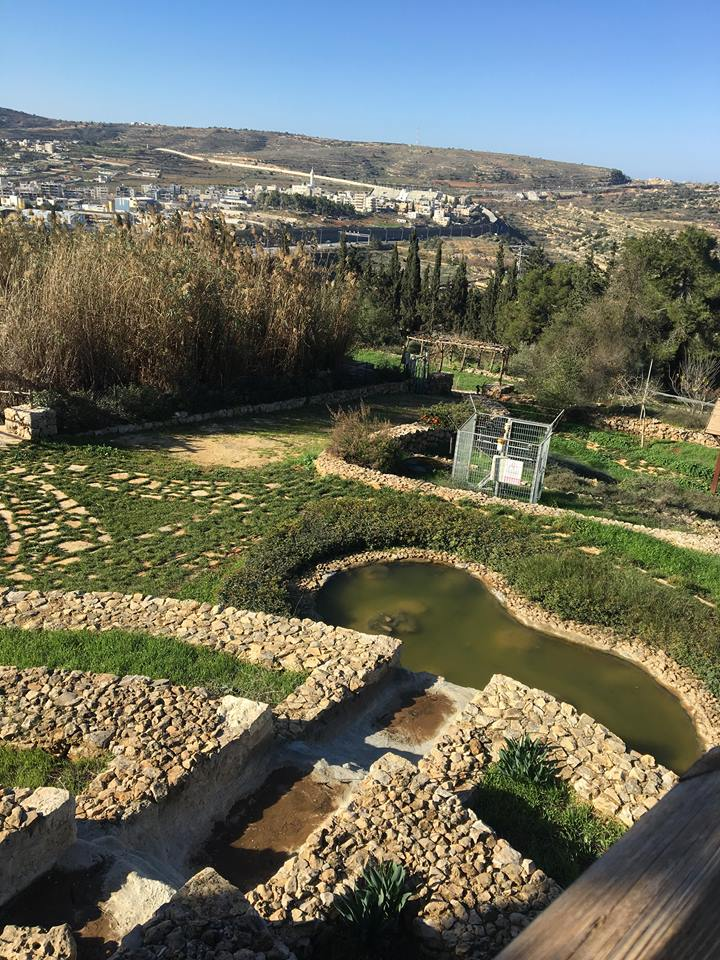
مركز طاليثا قومي في بيت لحم

ينشأ اسم «طاليثا قومي» من الكلمات الآرامية التي تعني «استيقظ، فتاة!» أو «فتاة صغيرة، أقول لك أن تنهضي»، وهي عبارة ذكرها يسوع المسيح عندما قام بإحياء ابنة جايروس. أخذت المدرسة اسم «طاليثا قومي» في عام 1868عندما استلمت مبنىً جديدًا ضم 89 طالبًا.

## التاريخ
أنشأ ثيودور فيلدينر منزلاً للفتيات العربيات في القدس، ثم في متصرفية القدس، الدولة العثمانية في عام 1851. في عام 1858 كان هناك 32 طالبًا، بينهم يهود وعرب وأرمن. افتتحت المدارس الإعدادية والشماسية في عام 1905. تسببت الحرب العالمية الأولى في إغلاق مؤقت للمدرسة؛ كان هناك 140 طالبًا وأحد عشر معلمًا في عام 1914، فور حدوث الإغلاق. حتى عام 1918، احتجزت السلطات البريطانية النساء في مصر. أصبحت منطقة المدرسة جزءًا من الانتداب البريطاني على فلسطين. أعيد افتتاح المدرسة في عام 1926، بعد عام من إعادة السلطات البريطانية للمدرسة لأصحابها الأصليين.
في عام 1949، انتهت أحداث النكبة في القدس؛ ونتيجة لأن موقع المدرسة الأصلي كان ضمن الأراضي التي احتلتها إسرائيل عام 1948، عملت طاليثا قومي في الضفة الغربية التي كانت تحت الإدارة الأردنية. افتتحت المدرسة في موقعها الحالي في بيت جالا في عام 1961. في ذلك الوقت كانت بيت جالا جزءًا من الإدارة الأردنية للضفة الغربية. استولت إسرائيل على الضفة الغربية من الأردن في حرب الأيام الستة عام 1967، وتسلمت السلطة الوطنية الفلسطينية إدارة مدينة بيت جالا مدنيًا وأمنيًا بعد عام 1993.

## المناهج الدراسية
يستخدم برنامج المدرسة الابتدائية المناهج الفلسطينية. في رياض الأطفال يبدأ الطلاب في تعلم اللغة الإنجليزية. في الصف الثاني، يبدأون في تعلم اللغة الألمانية. يمكن لطلاب المدارس الثانوية الاختيار بين برنامج شهادة الثانوية العامة الفلسطيني أوالبرنامج الدولي حيث يتم تدريس 50% من جميع الفصول باللغة الألمانية، مما يؤدي إلى شهادة البكالوريا الألمانية الدولية.

## الطلاب
في الفترة التي سبقت 2015، كانت المدرسة تضم حوالي 830 طالبًا، 62% منهم مسيحيون و 38% مسلمون. كان التوازن بين الجنسين 50% من الإناث و 50% من الذكور. يعيش حوالي 90% من هؤلاء الطلبة في الضفة الغربية بينما يعيش 10% المتبقية في القدس الشرقية وغيرها من المناطق الفلسطينية. اعتبارا من عام 2015، زادت نسبة الطلاب المسلمين لأن العديد من المسيحيين يغادرون فلسطين نتيجة تغيرات ديموغرافية أخرى. خلال العام الدراسي 2011-2012، كان في المدرسة 865 طالبا، 59% مسيحي و 41% مسلم، كان التوازن بين الجنسين 52% من الإناث و 48% من الذكور.
اعتبارًا من حوالي عام 2009، تم إعاقة العديد من الطلاب من الذهاب إلى المدرسة بسبب صعوبة الانتقال من وإلى قراهم الأصلية. سبق للمدرسة أن قبلت طلابًا من قطاع غزة، لكن المدرسة لم تعد تقبلهم منذ منتصف عقد 1990 نتيجة سياسات إغلاقات وضعتها إسرائيل منعت الطلاب مؤقتًا في غزة من العودة إلى المدرسة والعكس.

## طاقم التدريس
اعتبارا من عام 2015، شكل الفلسطينيون تقريبًا كل عضو من أعضاء هيئة التدريس.

## المرافق
تقع المدرسة على مساحة 10 هكتارات (100 دونم). هناك منشأة داخلية للطالبات. اعتبارا من عام 2015، كان هناك 18 طالبة داخلية. اعتبارًا من عام 2009، كان لدى المدرسة سكن مشترك للبنين. تقدم المدرسة دار ضيافة للسياح القادمين إلى فلسطين.
كان الحرم الجامعي في القدس قبل عام 1949 في شارع الملك جورج.

## وصلات خارجية
- الموقع الرسمي.